# Гай Белиций Наталис Тебаниан
Гай Белиций Наталис Тебаниан (на латински: Gaius Bellicius Natalis Tebanianus) е политик на Римската империя през 1 век.
Произлиза от Виенна в Нарбонска Галия. Вероятно е син на Гай Белиций Наталис (суфектконсул 68 г.).
През 87 г. Наталис Тебаниан е суфектконсул заедно с Гай Дуцений Прокул. Той е в колегията на Sodales Flaviales и вероятно също и на Квиндецимвири (Quindecimviri sacris faciundis). В Пиза e намерен неговият саркофаг.
Наталис Тебаниан е баща на Белиций Тебаниан (суфектконсул 118 г.) и Гай Белиций Флак Торкват Тебаниан (консул 124 г.) и дядо на Гай Белиций Торкват (консул 143 г.) и на Гай Белиций Калпурний Торкват (консул 148 г.).